# Новый Южный Уэльс
Но́вый Ю́жный Уэ́льс (англ. New South Wales, NSW) — штат на юго-востоке Австралии, самая старая и густонаселённая административно-территориальная единица страны. Население — 8 414 000 человек. Столица и крупнейший город — Сидней. Другие крупные города — Ньюкасл, Вуллонгонг, Вагга-Вагга, Олбери, Тамуэрт.
Девиз: лат. «Orta Recens Quam Pura Nites» — «Вновь взошедший, как ярко ты сияешь!». Официальные прозвища — «Первый штат», «Штат-премьер».

## География

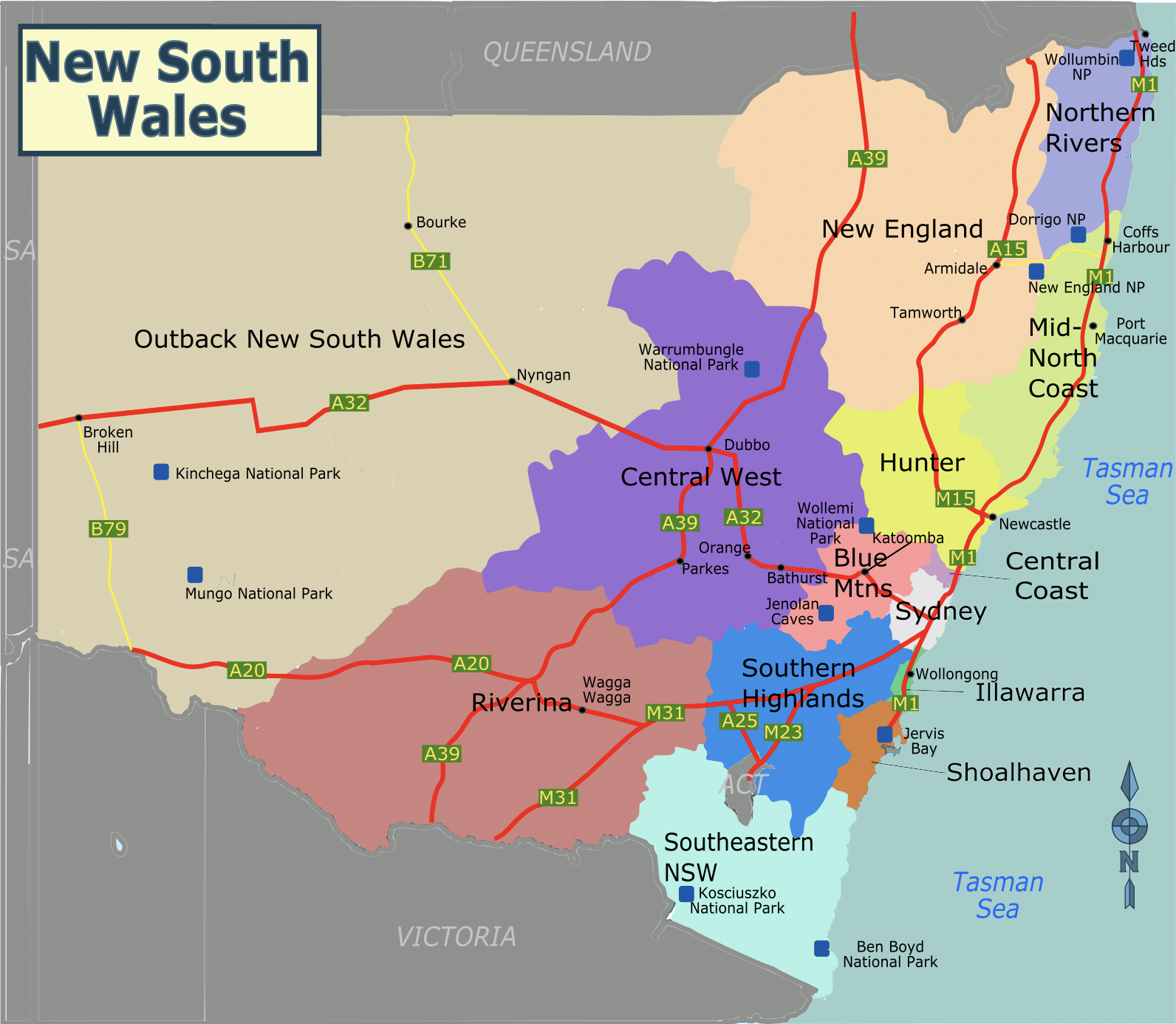
Карта регионов штата

Площадь штата составляет 800 642 км² (5-е место среди штатов и территории страны). На севере штат граничит с Квинслендом, на востоке омывается водами Тасманова моря (Тихий океан), на юге граничит с Викторией, на западе — с Южной Австралией. В штат входят два анклава — субъекта федерации — Австралийская Столичная Территория и Территория Джервис-Бей.
Большой Водораздельный хребет делит штат на густонаселённую восточную (приморскую), и степную, сельскохозяйственную, западную часть. В самих же горных районах, ввиду трудности народнохозяйственного использования и уникальности их ландшафтов и растительного мира, имеется множество заказников и национальных парков. Центром туризма является расположенный там город Катумба.

### Национальные парки
В Новом Южном Уэльсе — более 780 национальных парков и охраняемых территорий, совокупно занимающих более 8 % территории штата. Охраняемые объекты варьируются от дождевых лесов, водопадов, степей до морских рифов и малонаселённых пустынь, включая объекты всемирного наследия.
Первым национальным парком Австралии (и вторым в мире после Йеллоустонского национального парка в США) стал 26 апреля 1879 года Королевский национальный парк в южном предместье Сиднея. Крупнейшим парком штата является Национальный парк Косцюшко, охватывающий горный регион.
Ассоциация национальных парков была образована в 1957 году с целью создания системы национальных парков по всей территории Нового Южного Уэльса. Это привело к образованию в 1967 году Службы национальных парков и дикой природы. Эта государственная организация отвечает за поддержание и развитие системы парков и охраняемых территорий, а также за сохранение объектов культурного и природного наследия на территории Нового Южного Уэльса. В парках могут охраняться отдельные растения или животные. В частности, в национальном парке Воллеми растёт одно из древнейших и редчайших на Земле растений — хвойное дерево воллемия. Также охраняются священные районы австралийских аборигенов, например, в Национальном парке Мютэйвинтджи на западе штата.
В 2000 году семь национальных парков и один резерват в штате были объединены в Систему национальных парков в Голубых Горах.

## История
Считается, что штат был основан в январе 1788 после высадки английских поселенцев, которых доставил в Австралию Первый флот и которые основали первое европейское поселение Сидней (теперь это город) в заливе Порт-Джексон на юго-восточном побережье Австралии.
Поначалу штат включал в себя значительную часть континентальной территории Австралии. В XIX веке от него постепенно отделялись другие крупные области.

### Аборигены (туземное население)
Первоначально территория штата была населена племенами аборигенов, которые появились на территории Австралии приблизительно 40—60 тысяч лет назад.

### 1788 год. Британская колонизация
Европейское открытие территории Нового Южного Уэльса было сделано капитаном Джеймсом Куком в 1770 году во время его путешествия вдоль восточного побережья Австралии.
В журнале, описывающем восточное побережье Австралийского континента, Кук впервые назвал восточное побережье Австралии «Новым Уэльсом». Впоследствии это название было исправлено в его журнале на «Новый Южный Уэльс».
Первая британская колония была основана капитаном Артуром Филлипом, который являлся её губернатором с момента основания в 1788 году и до 1792 года. В течение этого времени Новый Южный Уэльс являлся исключительно каторжной колонией.
После многих лет хаоса, анархии и свержения губернатора Уильяма Блая Британией в 1809 году был прислан новый губернатор — подполковник (позднее генерал-майор) Лаклан Маккуори, задачей которого было реформирование колонии. Маккуори начал строительство дорог, пристаней, церквей и общественных зданий, направлял исследователей вглубь континента, а также нанял архитектора для проектирования расположения улиц Сиднея. Наследие Маккуори можно видеть и сегодня.

### XIX век
В течение XIX века от Нового Южного Уэльса были последовательно отделены значительные территории, ставшие самостоятельными британскими колониями: Тасмания (провозглашена отдельной колонией с названием Земля Ван Даймена в 1825 году), Южная Австралия (1836), Новая Зеландия (1841), Виктория (1851) и Квинсленд (1859). Новому Южному Уэльсу было разрешено иметь самостоятельное правительство в 1855 году.

### 1901 год — Федерация Австралии
В конце XIX века набрало силу движение за объединение австралийских колоний в федерацию. На регулярной основе проводились конференции и форумы с участием лидеров колоний. Разгорелся спор между защитниками свободной торговли из Нового Южного Уэльса и представителями другой лидирующей колонии, Виктории, которая имела протекционистскую экономику. В то время таможенные посты на границах были обычным явлением, даже на реке Муррей. Путешествие из Нового Южного Уэльса в Викторию в те дни было очень похоже на путешествие из Нового Южного Уэльса в Новую Зеландию сегодня.
Среди сторонников федерации был премьер Нового Южного Уэльса сэр Генри Паркс (англ. Sir Henry Parkes), речь которого в Тентерфилде (англ. Tenterfield) в 1889 году стала основной в получении поддержки вовлечения Нового Южного Уэльса. Другим активным сторонником федерации был будущий премьер-министр Австралии Эдмунд Бартон (англ. Edmund Barton). На встрече в Кареве (англ. Corowa) в 1893 году был подготовлен первоначальный проект конституции.
В 1898 году были проведены референдумы о создании федерации в штатах Новый Южный Уэльс, Виктория, Южная Австралия и Тасмания. Большинство голосов было подано за, однако правительство Нового Южного Уэльса, возглавляемое премьером Джорджем Ридом (англ. George Reid), прозванным «Рид да — нет» из-за постоянного изменения своего мнения, установило требование квалифицированного большинства голосов «за», которое не было выполнено.
В 1899 году дополнительные референдумы были проведены в тех же штатах, а также в Квинсленде (в Западной Австралии референдум не проводился). На всех референдумах создание федерации было поддержано, причём количество голосов «за» увеличилось по сравнению с прошлым годом. В Новом Южном Уэльсе был преодолён порог квалифицированного большинства голосов, установленный правительством. В качестве компромисса по вопросу о расположении столицы было достигнуто следующее соглашение: столица будет расположена на территории Нового Южного Уэльса, но не ближе 161 километра (100 миль) от Сиднея. В итоге, когда была выбрана Канберра, Новый Южный Уэльс уступил федерации район, сейчас образующий Австралийскую Столичную территорию.

### Первая половина XX века
C возобновлением международной торговли после Первой мировой войны высокие цены военного времени упали. Возросло недовольство фермеров фиксированными ценами, установленными правительством Хьюза в качестве меры военного времени. В 1919 году фермеры создали Аграрную партию. Партию возглавили на национальном уровне Эрл Пейдж, врач из Графтона, и на уровне штата — Майкл Бракснер, мелкий фермер из Тентерфилда.
Великая депрессия, которая началась в 1929 году, открыла период политической и классовой борьбы в Новом Южном Уэльсе. Массовая безработица и падение цен на сырьевые товары разорили как городских рабочих, так и фермеров. Выгоды из недовольства смогла извлечь не Коммунистическая партия, которая оставалась маленькой и слабой, но популистская Лейбористская партия Джека Ланга. Во второй раз правительство Ланга было избрано в ноябре 1930 года с программой отказа от погашения долга Нового Южного Уэльса британским держателям облигаций и использования предназначенных для этого денежных средств на поддержку безработных посредством организации общественных работ. Эта политика была осуждена как незаконная консерваторами, а также федеральным правительством лейбориста Джеймса Скаллина. В результате сторонники Ланга в федеральном форуме сместили правительство Скаллина, вызвав второй раскол в Лейбористской партии. В мае 1932 года губернатор сэр Филип Гейм отправил правительство в отставку. Последовавшие выборы выиграла консервативная оппозиция.
К началу Второй мировой войны в 1939 году различия между Новыи Южным Уэльсом и другими штатами, появившиеся в XIX веке, сгладились в результате объединения и экономического развития за стеной протекционистских тарифов. Однако Новый Южный Уэльс продолжал опережать Викторию как в промышленном развитии, так и особенно в сфере финансов и торговли. Лейбористы вернулись в правительство в 1941 году под умеренным руководством Уильяма Маккелла и оставались у власти на протяжении 24 лет. Вторая мировая война вызвала очередной скачок промышленного развития и ликвидацию безработицы из-за необходимости удовлетворения потребностей военной экономики.

### Послевоенный период
Лейбористы оставались у власти до 1965 года. К концу этого срока было объявлено о планах строительства театрально-концертного зала на мысе Беннелонг. Конкурс архитекторов выиграл Йорн Утзон. Дискуссия о затратах на строительство того, что впоследствии станет Сиднейским оперным театром получила политическую окраску и стала одним из факторов поражения лейбористов на выборах 1965 года. Эти выборы выиграла консервативная Либеральная партия Австралии во главе с сэром Робертом Эскином. Сэр Роберт остаётся противоречивой фигурой. Сторонники считают его реформатором, в особенности в отношении перестройки экономики Нового Южного Уэльса. Другие ассоциируют эру Эскина с коррупцией, приписывая ему руководство сетью, включавшей полицию и букмекеров.
В конце 1960-х годов сепаратистские движения в Новой Англии привели к референдуму по этому вопросу. Новый штат мог бы занимать значительную части севера Нового Южного Уэльса, включая Ньюкасл. На референдуме с небольшим перевесом победила позиция «против». За отделение выступали только отдельные лица без активной организованной кампании.
После отставки Эскина в 1975 году премьерами на короткий срок становились различные лидеры Либеральной партии. На всеобщих выборах 1976 года к власти вернулись лейбористы во главе с Невиллом Раном. Ран смог трансформировать эту добытую с преимуществом всего в одно место победу в полные победы на выборах 1978 и 1981 годов.
После выигрыша выборов 1984 года со снизившимся, но всё ещё комфортабельным большинством, Ран ушёл в отставку с должности премьера и покинул парламент. Его преемник Барри Ансвоф не смог выйти из тени Рана и проиграл выборы 1988 года возрождавшейся Либеральной партии под руководством Ника Грейнера. В роли лидера лейбористов Ансвофа сменил Боб Карр. Первоначально Грейнер завоевал популярность инициируя различные реформы, в частности, создание Независимой комиссии по борьбе с коррупцией. В 1991 году Грейнер объявил внеочередные выборы, которые, как ожидалось, должны были выиграть либералы. Однако лейбористы провели кампанию исключительно хорошо. Либералы потеряли большинство и вынуждены были искать поддержки независимых депутатов для сохранения власти.
Грейнер был обвинён Независимой комиссией по борьбе с коррупцией в коррупционных действиях. Ему ставилось в вину, что независимым депутатам (которые ранее были выведены из фракции либералов) предлагались посты в правительстве для того, чтобы побудить их отказаться от мест в парламенте и, таким образом, дать возможность Либеральной партии вернуть себе места и увеличить свои голоса. Его преемником на постах лидера Либеральной партии и премьера Джон Фэйхи, правительство которого обеспечило Сиднею право проведения Летних Олимпийских игр 2000 года. На выборах 1995 года правительство Фэйхи незначительно уступило и лейбористы во главе с Бобом Карром вернулись к власти.
Как и Ран до него, Карр смог превратить незначительно большинство в полные победы на двух следующих выборах (1999 и 2003 годов). В течение этого периода Сидней очень успешно провёл Летние Олимпийские игры 2000 года, что помогло поднять популярность Карра. Карр удивил большинство людей своей отставкой в 2005 году. Его сменил Моррис Йеме, сохранивший пост премьера и после выборов в марте 2007 года. Следующим премьером в сентябре 2008 года стал Натан Рис. Последний был, в свою очередь, сменён Кристиной Кинелли в декабре 2009 года.

## Политическое устройство

### Конституция
Форма политического устройства Нового Южного Уэльса предусмотрена Конституцией, датируемой 1856 годом, хотя она и претерпела множество изменений с того времени. С 1901 года Новый Южный Уэльс стал штатом в составе Австралийского Союза, и его взаимоотношения с Союзом регулируются Конституцией Австралии.
В соответствии с Конституцией Австралии Новый Южный Уэльс передал Союзу определённые законодательные и судебные полномочия, сохранив при этом независимость во всех остальных сферах. В Конституции Нового Южного Уэльса записано: «Законодатель во всех без исключения случаях имеет власть, при условии соблюдения положений Конституции Австралийского Союза, принимать законы в интересах мира, благополучия и хорошего управления Новым Южным Уэльсом».

### Парламент
Парламент состоит из двух палат: Законодательной ассамблеи (нижняя палата) и Законодательного совета (верхняя палата). Выборы проводятся каждые четыре года в четвёртую субботу марта, последние выборы проводились 26 марта 2011 года. В Законодательную ассамблею избираются по одному депутату от каждого из 93 избирательных округов. Половина из 42 членов Законодательного совета избираются по партийным спискам.

### Исполнительная власть
Исполнительная власть в штате осуществляется губернатором, который представляет и назначается королём Карлом III. В настоящее время губернатором является Маргарет Бизли. Губернатор назначает в качестве премьера лидера политической партии, которая контролирует простое большинство голосов в Законодательной ассамблее. Премьер рекомендует к назначению на посты министров кандидатуры из числа членов парламента. Как и в других странах Вестминстерской системы, формирование правительства из числа членов парламента не является в Новом Южном Уэльсе конституционным требованием, однако стало обычаем. В настоящее время премьером является Крис Миннс.

### Оперативные службы
Правопорядок в штате поддерживается полицией Нового Южного Уэльса. Основанная в 1862 году, полиция Нового Южного Уэльса имеет полномочия по расследованию преступлений, подлежащих преследованию в уголовном порядке, а также наказуемых в упрощённой форме, на всей территории штата.
В штате функционируют две пожарные службы: добровольная сельская пожарная служба, отвечающая за основную часть территории штата, и Пожарные бригады Нового Южного Уэльса, государственное агентство, отвечающее за защиту городских районов. Между этими службами существует некоторое дублирование, в связанное с подчинённостью.
Услуги скорой помощи оказываются Службой скорой помощи Нового Южного Уэльса. Аварийно-спасательные операции (например, горноспасательные, спасение при дорожно-транспортных происшествиях, родовспоможение) проводятся совместно спасательными подразделениями всех оперативных служб. Добровольные спасательные организации включают Австралийскую добровольную береговую охрану, Чрезвычайную службу штата, Службу спасения жизни сёрферов Нового Южного Уэльса и Добровольную ассоциацию спасателей.

## Административно-территориальное деление
Территория штата делится на Районы Местного Управления (англ. — Local Government Areas), которые периодически реструктуризируются и рационализируются правительством штата.
В настоящее время местные управления классифицируются штатом по двум категориям: города (англ. — cities) и районы (англ. — areas). Различия между ними незначительны. Городом считается район, получивший городской статус от Губернатора. Названия районов часто оставляют за собой титул, который они имели до реформы законодательства (Закон о местном управлении 1993 года, англ. — 1993 Local Government Act), хотя эти титулы больше не отражают юридический статус. Такими титулами являются: муниципалитеты (англ. — municipalities, преимущественно внутригородские районы и малые города) и графства (англ. — shires, преимущественно сельские или пригородные районы). Многие местные советы отказались от использования в своём названии титула района и называют свои районы просто советами (англ. — councils).
По состоянию на ноябрь 2005 года в Новом Южном Уэльсе было 152 Района Местного Управления. Кроме того, существуют неинкорпорированный Дальне-Западный Регион (англ. — Unincorporated Far West Region), который расположен в малонаселённом Дальнем Западе и не является частью какого-либо Района Местного Управления, а также Остров Лорд-Хау (англ. — Lord Howe Island), который также неинкорпорирован, однако самоуправляется островным советом.
Для удобства управления Районы Местного Управления группируются в несколько регионов. Деление на регионы не является официальным. Различные департаменты правительства штата используют собственные классификации, которые могут включать от 7 до 14 регионов. Одна из применяемых классификаций:
1. Внутренний Сидней (англ. — Inner Sydney)
2. Внешний Сидней (англ. — Outer Sydney)
3. Округ Сиднея (англ. — Sydney Surrounds)
4. Средне-Северное Побережье (англ. — Mid-North Coast)
5. Мюррэй (англ. — Murray)
6. Мюррамбиджи (англ. — Murrumbidgee)
7. Хантер (англ. — Hunter)
8. Иллаварра (англ. — Illawarra)
9. Ричмонд-Твид (англ. — Richmond-Tweed)
10. Юго-Восток (англ. — South-Eastern Region)
11. Север (англ. — Northern Region)
12. Центральный Запад (англ. — Central West)
13. Северо-Запад (англ. — North Western Region)
14. Дальний Запад (англ. — Far West)

Кроме того, территория штата делится на местные командования полиции, статистические округа и избирательные округа.

## Население
На конец 2009 года население штата составило 7 191 500 человек, годовой прирост составил 1,6 %, что несколько ниже среднего по стране уровня в 2 %.
По религиозному составу 28,2 % населения относят себя к католикам, 21,8 % — к англиканцам, 14,3 % — к атеистам. Уровень безработицы составляет 5,9 % трудоспособного населения (в среднем по Австралии 5,1 %). Наибольшее число занятых работает в сфере образования (4,4 %), питания (3,6 %), медицинского обслуживания (3,3 %), юридических и бухгалтерских услуг (2,3 %), торговли (2,2 %). Средний доход на душу населения составляет 461 доллар в неделю (466 в среднем по Австралии).

## Экономика
Начиная с 1970-х годов Новый Южный Уэльс подвергался значительным экономическим и социальным трансформациям. Традиционные отрасли, такие как металлургия и судостроение, существенно сократились. Сельское хозяйство всё ещё занимает важное место, но его доля существенно сократилась.
Взамен выросли новые отрасли, такие как информационные технологии и финансовые услуги, преимущественно сконцентрированные в Сиднее. В сиднейском районе Маквайер Парк расположены штаб-квартиры многих австралийских компаний в области информационных технологий.
ВВП штата в 2006 году составил 310 млрд долларов, что эквивалентно 45 584 долларам на душу населения.
Уголь является важнейшей статьёй экспорта штата. Его вклад в экономику штата превышает 5 млрд долларов, доля в экспорте составляет около 19 %. Туризм приносит более 23 млрд долларов, в нём занято более 8 % трудоспособного населения.
Интересы делового сообщества представляет Деловая палата Нового Южного Уэльса, объединяющая 30 000 членов.

### Сельское хозяйство
Сельское хозяйство распространено на западных 2/3 территории Нового Южного Уэльса. В животноводстве доминирует разведение крупного рогатого скота, овец и свиней, завезённых в начале освоения европейцами континента. Штат занимает первое место в Австралии по поголовью скота, на его долю приходится 1/3 овец, 1/5 крупного рогатого скота и 1/3 свиней.
На Новый Южный Уэльс приходится значительная доля австралийского производства сена, фруктов, бобовых, люцерны, кукурузы, орехов, шерсти, пшеницы, овса, растительного масла (около 51 %), птицы, риса (около 99 %), овощей, рыбы (включая разведение устриц) и лесоводства (включая производство древесной крошки). Бананы и сахар выращиваются в основном в районах Клэйренса, Ричмонда и реки Твид.
Регион Северный Тэйблленд известен производством высококачественной шерсти, баранины и говядины. Производство хлопка сконцентрировано в долине Нэймой на северо-западе штата. На центральных склонах растут орхидеи. Основные фрукты — яблоки, вишня и груши.
В восточной части штата имеется приблизительно 40 200 гектаров виноградников. Превосходные вина производятся в долине Хантер, наибольшее их количество — в регионе Риверина. Город Скоун является центром разведения наиболее ценной и широко распространённой в Австралии породы лошадей Торубред.
Около половины продукции лесной промышленности Австралии приходится на Новый Южный Уэльс. В настоящее время значительные площади на территории штата вновь засаживаются эвкалиптовыми лесами.

## Традиции
Поскольку Новый Южный Уэльс является самым населённым штатом Австралии, здесь расположен ряд культурных организаций, имеющих общенациональное значение. В частности, здесь базируется крупнейший и наиболее востребованный оркестр Австралии — Сиднейский симфонический оркестр, а также крупнейшая оперная труппа — Австралийская опера. Оба коллектива дают абонементные концерты в Сиднейском оперном театре. Другой важный музыкальный коллектив — Австралийский камерный оркестр. Австралийский балет, базирующийся в основном в Мельбурне, проводит часть сезона в Сиднее. Помимо Сиднейского оперного театра к основным концертным площадкам относятся Городской концертный зал и Сиднейский таунхолл.
В Новом Южном Уэльсе имеется несколько крупных художественных галерей, среди которых выделяются Художественная галерея Нового Южного Уэльса и Сиднейский музей современного искусства.
Основными музеями являются Австралийский музей (естественная история), Музей «Силовая станция» (наука и техника, декоративно-прикладное искусство), Музей Сиднея (история), а также Сиднейский еврейский музей.
В Сиднее расположены пять образовательных учреждений в области искусства, каждое из которых выпускало всемирно известных культурных деятелей: Национальная художественная школа, Колледж изящных искусств (входит в состав Университета Нового Южного Уэльса), Национальный институт драматического искусства NIDA, Австралийская школа кино, радио и телевидения и Музыкальная консерватория (сейчас входит в состав Сиднейского университета).
Традиционно наиболее популярные виды спорта в штате — австралийский футбол и регби (см. Регби в Новом Южном Уэльсе).

## Образование

### Начальное и среднее образование

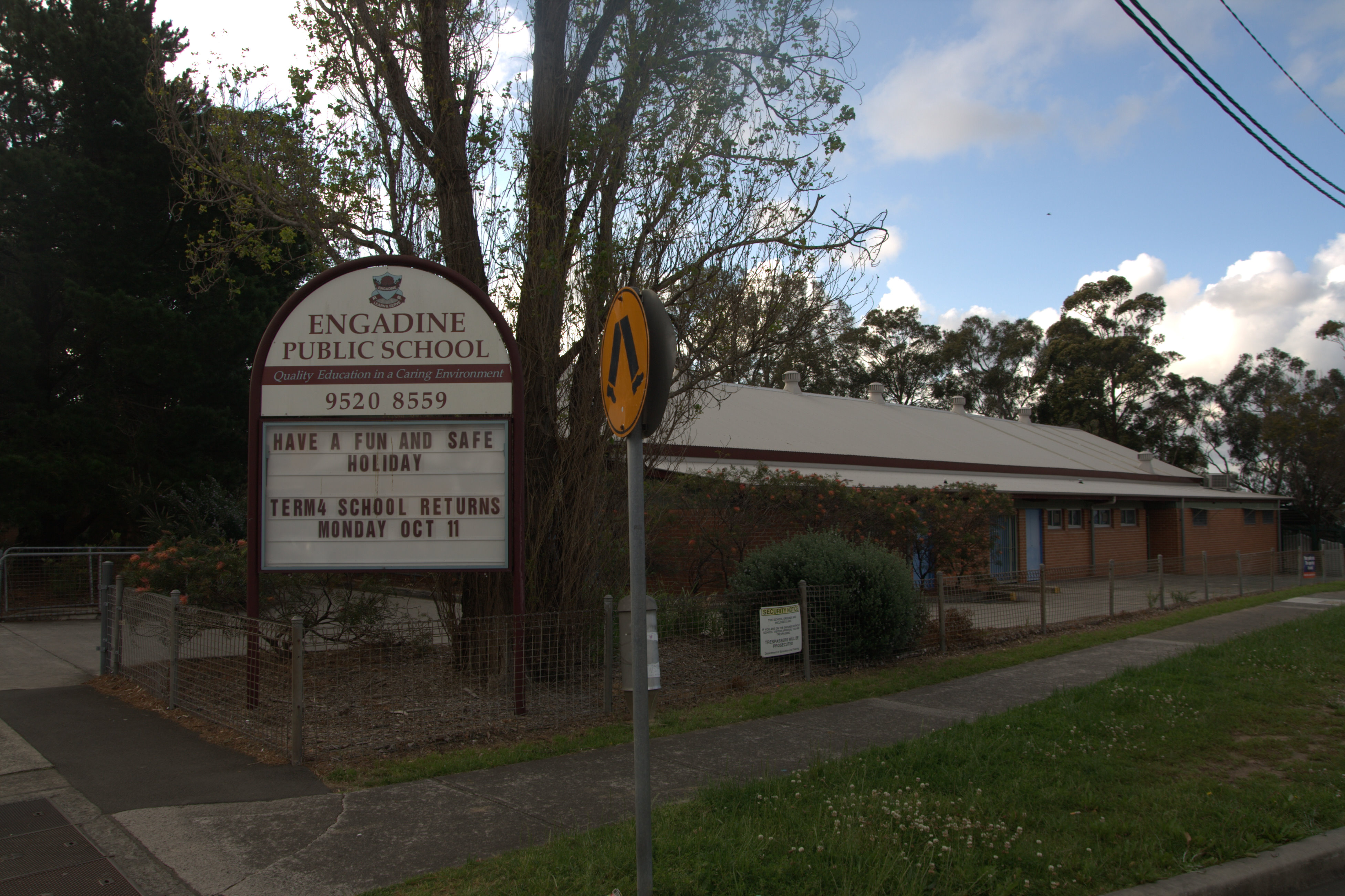
Публичная (начальная) школа в пригороде Энгадин

Школьная система Нового Южного Уэльса включает в себя начальные (обучение с детского сада и до 6 класса) и средние (обучение с 7 по 12 классы) школы. Средними колледжами называются школы, имеющие только старшие, 11 и 12 классы. Государство разбивает 13-летний образовательный процесс на 6 уровней, начиная с самого раннего 1-го уровня (детский сад) и заканчивая 6-м уровнем (11 и 12 классы). Образование обязательно для всех детей до 17 лет.
Школы делятся на государственные и негосударственные. Государственные школы далее классифицируются на единые (в которые принимаются все ученики без предварительных экзаменов) и конкурсные (для поступления в которые необходимо пройти конкурсный отбор). Негосударственные школы включают католические школы, школы других конфессий и неконфессиональные независимые школы.

#### Школьный аттестат
Школьный аттестат (англ. School Certificate) выдаётся Учебным советом учащимся, закончившим 10 класс. Для получения аттестата учащимся средних школ необходимо окончить курс обучения в соответствии с требованиями, установленными Советом, а также сдать экзамены по окончании 10 класса. Экзамены сдаются по следующим предметам: английский язык, математика, естественные науки, история Австралии, география, граждановедение. По результатам экзаменов выставляются оценки от 1 до 6, максимальный балл 6.

#### Аттестат старшей школы
Аттестат старшей школы (HSC) выдаётся учащимся, закончившим 12 классов. Большинство учащихся получают этот сертификат до поступления на работу, в колледжи, университеты или учреждения профессионального образования (хотя после обучения в последних также можно получить этот аттестат). Наличие аттестата обязательно для получения австралийского ранга третичного допуска (ATAR), на основании которого проводится приём в колледжи и университеты.

### Высшее образование
В Новом Южном Уэльсе функционируют 11 университетов. В Сиднее расположен первый университет в Австралии — Сиднейский университет, основанный в 1850 году, а также Университет Нового Южного Уэльса, Университет Маккуори, Сиднейский технологический университет и Университет западного Сиднея. Два из шести кампусов Австралийского католического университета расположены в Сиднее. Частный Университет Нотр-Дам Австралия также открыл второй кампус в этом городе.
Среди ведущих университетов за пределами Сиднея — Университет Ньюкасла, Университет Уоллонгонга, Университет Новой Англии в Армидейле. Университет Чарлза Старта и Университет Южного Креста имеют кампусы в различных городах на юго-западе штата и на северном побережье соответственно.
Государственные университеты являются организациями штата, однако в значительной степени регулируется федеральным правительством, которое также управляет их бюджетным финансированием. Приём в университеты штата Новый Южный Уэльс проводится совместно с университетами Австралийской столичной территории государственным учреждением Центр приёма в университеты.
Начальная профессиональная подготовка осуществляется 10 государственными Институтами технического образования и повышения квалификации (TAFE). Эти институты организуют курсы в более чем 130 кампусах по всему штату.